# Cobani, Glodeni
Cobani este un sat din raionul Glodeni, Republica Moldova.

## Etimologie
Denumirea localității de lângă Prut provine de la îmbinarea de cuvinte „cu bani”. Cei care doreau să treacă râul spre Iași, Botoșani sau Suceava, ocolind vama, coborau la pescarii cu bărci priponite în crângurile de răchită, plăteau niscaiva bani și porneau pe malul opus.

## Istoric

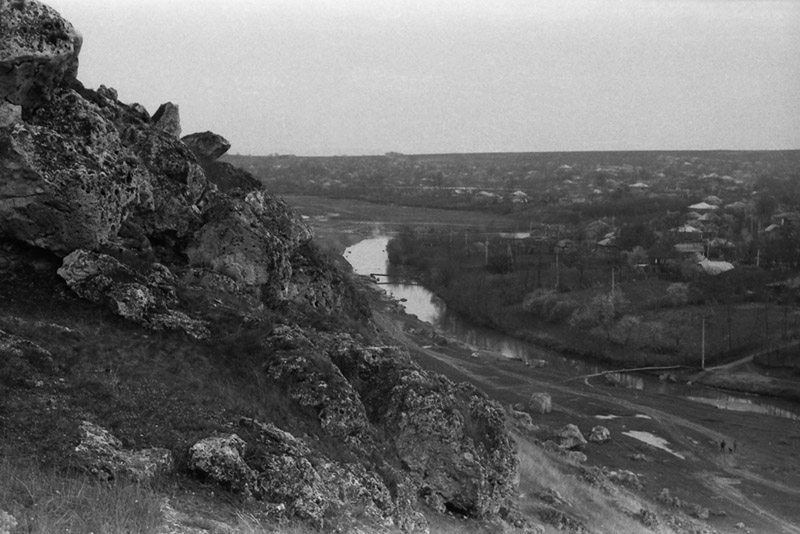
Satul Cobani în 1992

Lângă Cobani, pe malul stâng al r. Camenca, în 1958 a fost descoperită o așezare tripolică târzie (sf. mii. II î.e.n.), relatează ESM. S-au păstrat rămășițele unor locuințe de suprafață și bordeie.
Cercetările efectuate aici au scos la iveală cioburi de ceramică, bogat ornată, prâsnele și greutăți pentru războaie de țesut, răzuitoare, cuțite și topoare de silex, unelte din corn și os. Au mai fost găsite oase de animale domestice (bou, oaie, porc) și sălbatice. Locuitorii așezării se îndeletniceau cu agricultura și creșterea animalelor, cunoșteau țesutul".
Deși siliștea de pe malul stâng al Prutului avea altă denumire - Zubreuți, transformată mai târziu în Vasileuții de Jos, ea  a fost menționată în scris la 3 iunie 1374 (Documente privind istoria României, Veacul XIV-XV). Inundațiile devastatoare ale Prutului i-au silit pe pescari să schimbe năvoadele pe coase și pluguri, să-și mute cuiburile peste colină, lângă stâncile ocrotitoare de pe râul Camenca, aducând pe vatra nouă și supranumele „Cu bani”. Astfel, Zubreuți, zis și Vasileuții Mari, s-au contopit într-o singură așezare - Cubani, astăzi Cobani.
Din pașaportul oficial al localității: „Cobani, atestat la 3 iunie 1374 cu denumirea de Zubreuți, iar ulterior Vasileuții de Jos. Se găsea aproape de Prut, pe drumul comercial spre Ștefănești din România. în urma unei mari inundații din 1702 locuitorii s. Vasileuți de Jos treptat au început să treacă cu traiul la 2 km mai spre răsărit și se stabiliseră pe malul drept al râului Camenca, la poalele unui lanț de recifuri calcaroase. Noul sat a fost numit Cubani, trăgându-se originea de la vechea așezare din preajma trecerii cu plată peste Prut, lângă Suta de Movile".
Printr-un hrisov domnesc din 13 oct. 1469 s. Zubreuți i-a fost atribuit lui Iura Grosul, iar în 1473 cu denumirea Vasileuți a intrat în posesia panului Hanco. între anii 1812-1821 îl găsim aici moșier pe generalul-maior I. Garting, care a forțat strămutarea Vasileuților de Jos în Cobani, satele contopite aveau acum o biserică de lemn cu 3 preoți. Generalul era nu numai moșier, ci și guvernator al Basarabiei. Recensământul din 1817 a fixat la Cobani, pe moșia generalului, 159 capi de familie, 5 văduve și un burlac, 3 preoți, 3 livezi și 10 vii, o moară, un lac și un iaz.
Dicționarul geografic al Basarabiei, editat în 1904 constată: „Cuban sau Coban, sat în jud. Bălți așezat în valea Camenca la gura văii adânci, între satele Butești și Bolotina. Face parte din volostea Bolotina. Are 195 case, cu o populație de 1 373 suflete țărani români, o biserică cu hramul Sf. Mihail. Proprietarul d-nu Ventura are aici 1 247 des. pământ. Sunt vii și grădini cu pomi”.
Aflată la 20 km vest de or. Glodeni, la 59 km Bălți, la 208 km de la Chișinău, satul Cobani are o moșie de 3.250 ha, dintre care 1 375 sunt arabile, 114 ha sunt plantate cu livezi. După lichidarea SA „Cobani” în localitate au fost create 3 SRL-uri - „Davlup-Agro” (lider D. Lupușor), „Cobăneanca” (lider Ion P. Lupușor) și „Prolific-Prim” (lider Ion V. Lupușor). 195 de oameni și-au format gospodării țărănești. În Cobani funcționează o carieră de piatră, o moară și o oloiniță, o piață, o școală medie cu clase liceale, o biserică ortodoxă, un cămin cultural, 2 biblioteci, un ambulatoriu, o grădiniță.

## Demografie

### Structura etnică
Structura etnică a satului conform recensământului populației din 2004:
| Grup etnic         | Populație | % Procentaj |
| ------------------ | --------- | ----------- |
| Moldoveni / Români | 2.573     | 99,01%      |
| Ucraineni          | 16        | 0,61%       |
| Ruși               | 5         | 0,19%       |
| Găgăuzi            | 2         | 0,08%       |
| Bulgari            | 1         | 0,04%       |
| Alții              | 2         | 0,08%       |
| Total              | 2.609     | 100%        |

## Geografie
În preajma Cobanilor sunt amplasate Reciful „Stânca Mare”, Grota de la Cobani și Țara Bâtlanilor. Stînca Mare este o arie protejată din categoria monumentelor naturii de tip geologic sau paleontologic. Țara Bâtlanilor este o parte a rezervației științifice Pădurea Domnească, care găzduiește cea mai mare populație de egrete din republică. Spre satul Braniște se întinde rezervația peisagistică Suta de Movile.

## Administrație și politică
Componența Consiliului local Cobani (11 consilieri), ales la 5 noiembrie 2023, este următoarea:
|  | Partid                                        | Consilieri | Componență | Componență | Componență | Componență | Componență | Componență | Componență |
|  | --------------------------------------------- | ---------- | ---------- | ---------- | ---------- | ---------- | ---------- | ---------- | ---------- |
|  | Partidul Acțiune și Solidaritate              | 7          |            |            |            |            |            |            |            |
|  | Partidul Dezvoltării și Consolidării Moldovei | 3          |            |            |            |            |            |            |            |
|  | Partidul Nostru                               | 1          |            |            |            |            |            |            |            |

## Personalități

### Născuți în Cobani
- Iosif Bujor (1902–1941), revoluționar comunist
- Alexandru Nacu (1929-2022), medic-psihiatru, doctor în știință
- Titus Jucov (1950–2013), regizor de teatru